# Бой при Мундеркингене
Бой при Мундеркингене (нем. Munderkingen) произошёл 31 июля 1703 года во время войны за испанское наследство к юго-западу от Ульма. Французская кавалерия и пехота лагерного маршала де Легаля разбили противостоявший ей имперский кавалерийский отряд фельдмаршал-лейтенанта де Ла Тура.

## Перед боем
К концу июля 1703 года имперская армия маркграфа Людвига Вильгельма Баденского и франко-баварская армия маршала де Виллара семь недель противостояли друг другу в районе Ульма. Положение маршала, укрепившегося на левом берегу Дуная, между Диллингеном и Лауингеном, было поистине плачевным. Отрезанный от всех контактов с Францией, без магазинов и пополнения, без надежды на успех, он жил за счет припасов чужой страны. С другой стороны, маркграф каждый день пополнялся войсками из Франконии и Штольхофена и с 11 июля закрепился вокруг Хаунсхайма, недалеко от позиций французов. Союзные патрульные группы также заняли замок Альбек, недалеко от Ульма.
Маркграф Баденский не решался атаковать французскую армию на её позиции, предпочитая овладеть ею путём маневрирования, для чего 23 июля отправил трёхтысячный кавалерийский отряд фельдмаршал-лейтенанта графа де Ла Тура, чтобы перерезать линию сообщения армии Виллара со Швейцарией, рассчитывая заставить маршала перейти на правый берег Дуная. 30 июля Ла Тур, перейдя через обмелевший Дунай, расположился лагерем возле Эмеркингена и разослал отряды в разных направлениях. Виллар, разгадав план противника, не тронулся с места, отправив лишь отряд графа де Легаля (de Legall), чтобы тот расположился в устье Иллера и попытался восстановить связь с Шаффхаузеном, а также прикрыть фуражиров. 
В ночь с 30 на 31 июля лагерный маршал Легаль собрал около 3000 человек, преимущественно конницу, возле Оффенхаузена, южнее Ульма, и выступил против корпуса Ла Тура. Легаль переправился через Иллер возле Виблингена и шел всю ночь. Пехотинцы ехали на повозках или сидели на конях позади кавалеристов. В четыре часа утра 31-го числа французы появились возле Мундеркингена, где их заметил и поднял шум крестьянин.

## Ход боя
При появлении противника граф Ла Тур, отправив по мосту обоз в безопасное место на левом берегу, занял позицию в две линии на пологих высотах правого берега Дуная, недалеко от Мундеркингена.
Около 8 часов утра основные силы Легаля, установив три полевых моста, перешли по ним через два ручья и стали развёртываться в боевой порядок. В этот момент они были атакованы на своём левом фланге шестью эскадронами Ле Тура и в беспорядке бежали. Французская пехота, стоявшая на дороге, остановила преследующую имперскую конницу и позволила сплотить ряды своей кавалерии.
Легаль усилил свое левое крыло пятью эскадронами и одновременно направил пехотную колонну на левый фланг Латура, которая быстро продвинулась вперед и стала угрожать мосту у Мундеркингена. 
В условиях сильного давления с фронта и угрозы на линию отступления Ла Тур дал сигнал к отходу. Части кавалерии удалось достичь моста у Мундеркингена раньше французов и перейти по нему, однако последние имперские эскадроны были потеснены французской кавалерией и в беспорядке устремились к бродам через Дунай. В последовавшей давке у моста Ла Тур едва не попал в плен. Герцог Кристиан-Генрих Брауншвейгский, брат курфюрста Ганновера, отрезанный от моста с четырьмя эскадронами бросился через сады и рвы к броду и был убит.
Французы, изнуренные ночным маршем и полуторачасовым боем, не пытались форсировать Дунай. Граф де Ла Тур собрал свой разгромленный кавалерийский отряд на дороге, ведущей к Эхингену.

## Результаты
Согласно французской депеше Виллара королю от 6 августа, противник потерял около полутора тысяч человек убитыми, ранеными или утонувшими; почти все офицеры имперской армии были убиты. Было захвачено одиннадцать штандартов.
Успех французов при Мундеркингене не повлиял на стратегическую ситуацию. Не получая помощи из Италии и не имея сообщения с Рейном, маршал де Виллар оставался в Баварии перед усиливавшимся давлением имперской армии.